# Водное поло на летних Олимпийских играх 2024 (составы, женщины)
В этой статье приводятся составы всех команд, участвующих в женском турнире по водному поло летних Олимпийских играх 2024 года в Париже. Каждая страна может заявить команду из двенадцати игроков плюс одного запасного. 

## Группа A

### Австралия
Состав команды был объявлен 9 мая 2024 года. 
Тренер:  Ребекка Риппон
- Габриэлла Палм[англ.] В
- Кешья Гоферс[англ.] Д
- Эль Армит[англ.] ПЗ
- Бронте Халлиган[англ.] Д
- Сиенна Грин[англ.] ЦЗ
- Эбби Эндрюс[англ.] ПЗ
- Шарлиз Эндрюс[англ.] Д
- Сиенна Хёрн[англ.] Д
- Зое Аранчини[англ.] (К) Д
- Алиса Уильямс[англ.] Д
- Матильда Кёрнс[англ.] ЦН
- Даниэла Джекович[англ.] ЦН
- Женевьева Лонгман[англ.] В

### Канада
Состав команды был объявлен 4 июля 2024 года.
Тренер:  Давид Парадело
- Джессика Годро[англ.] В
- Рэй Лекнесс[англ.] ЦН
- Аксель Кревье[англ.] Д
- Эмма Райт[англ.] (К) Д
- Марилия Мимидес[англ.] (К) Д
- Блэр Макдауэлл[англ.] Д
- Верика Бакоч[англ.] Д
- Элиза Леме-Лавуа[англ.] ЦН
- Хейли Маккелви[англ.] Д
- Серена Браун[англ.] ЦЗ
- Киндред Пол[англ.] ЦЗ
- Шаэ Ла Рош[англ.] Д
- Клара Вульписи[англ.] В

### Китай
Состав команды был объявлен 13 июля 2024 года.
Тренер:  Хуан Хане
- Дэн Цзэвэнь[англ.] (К) В
- Янь Сыя[англ.] Д
- Янь Цзин[англ.] ЦН
- Сюн Дуньхань[англ.] ЦН
- Чжун Циюнь[англ.] ПЗ
- Ван Сюань[англ.] ЦЗ
- Лу Ивэнь[англ.] ПЗ
- Ван Хуань[англ.] ПЗ
- Дун Вэньсинь[англ.] Д
- Нун Саньфэн[англ.] ЦЗ
- Чэнь Сяо[англ.] ЦН
- Чжан Цзин[англ.] (К) Д
- Шэнь Инэн[англ.] В

### Венгрия
Состав команды был объявлен 6 июля 2024 года.
Тренер:  Аттила Михок
- Альда Мадьяри[англ.] В
- Дороттья Циладьи[англ.] ПЗ
- Ванда Валий[англ.] ПЗ
- Грета Гуришатти[англ.] ПЗ
- Джеральдин Махьё[англ.] ЦН
- Ребекка Паркс[англ.] ЦН
- Бригитта Хорват[англ.] ПЗ
- Рита Кестейи[англ.] (К)  Д
- Дора Леиметер[англ.] ПЗ
- Наташа Рыбанска[англ.] ЦЗ
- Камилла Фараго[англ.] ПЗ
- Кристина Гарда[англ.] ЦЗ
- Богларка Нецмели[англ.] (К) В

### Нидерланды
Состав команды был объявлен 19 июня  2024 года.
Тренер:  Евангелос Дудесис
- Лаура Артс[англ.] (К) З
- Ирис Волвес[англ.] ЦН
- Бригитте Слекинг[англ.] Д
- Сабрина ван дер Слот[англ.] (К) Д
- Мартье Кюнинг[англ.] ПЗ
- Симоне ван де Кратс[англ.] ПЗ
- Бенте Рогге[англ.] ЦЗ
- Вивиан Севених[англ.] ЦН
- Китти-Линн Яустра[англ.] ЦН
- Лике Рогге[англ.] Д
- Лола Молхёйзен[англ.] Д
- Нина тен Брук[англ.] ЦЗ
- Сара Бёйс[англ.] В

## Группа B

### Франция
Состав команды был объявлен 8 июля 2024 года.
Тренер:  Эмильен Бюжо
- Миа Райкроу[англ.] В
- Лара Андре[англ.] ПЗ
- Валентина Эрто[англ.] Д
- Камелия Булукбахи[англ.] ЦЗ
- Луиза Гийе[англ.] (К) Д
- Орсолия Херцка[англ.] Д
- Жюльет Даллюен[англ.] Д
- Орели Баттю[англ.] ЦН
- Эма Верну[англ.] Д
- Камилла Радосавлевич[англ.] ЦЗ
- Тизиана Распо[англ.] ЦН
- Одри Доль[англ.] ПЗ
- Пасифае Мартино-Перре[англ.] В

### Греция
Состав команды был объявлен 4 июля 2024 года.
Тренер:  Алексия Каммену
- Криси Диамандопулу[англ.] В
- Элефтерия Плевриту[англ.] Д
- Иоанна Хидириоти[англ.] ПЗ
- Николета Элефтериаду[англ.] ПЗ
- Маргарита Плевриту[англ.] (К) ЦЗ
- Элени Ксенаки[англ.] ЦН
- Александра Асимаки[англ.] ЦН
- Мария Патра[англ.] ЦЗ
- Эйрини Нину[англ.] Д
- Василики Плевриту[англ.] Д
- Афина Джианнопулу[англ.] Д
- Мария Мириокефалитаки[англ.] ЦН
- Иоанна Стаматопулу[англ.] В

### Италия
Состав команды был объявлен 11 июля 2024 года.
Тренер:  Карло Силипо
- Аврора Кондорелли[англ.] В
- Кьяра Табани[англ.] ЦЗ
- Джудитта Галарди[англ.] ЦН
- Сильвия Авеньо[англ.] ПЗ
- София Джустини[англ.] ПЗ
- Дафна Беттини[англ.] ПЗ
- Домицилла Пикоцци[англ.] ПЗ
- Роберта Бьянкони[англ.] ПЗ
- Валерия Пальмьери[англ.] (К) ЦН
- Клаудия Марлетта[англ.] ПЗ
- Аньес Коккьере[англ.] ЦН
- Джулия Виакава[англ.] ЦЗ
- Катерина Банчелли[англ.] В

### Испания
Состав команды был объявлен 8 июля 2024 года.
Тренер:  Мигель Ока
- Лаура Эстер[англ.] В
- Изабель Пиралкова[англ.] Д
- Анна Эспар[англ.] Д
- Беатрис Ортис[англ.] Д
- Нона Перес[англ.] Д
- Паула Креспи[англ.] ЦЗ
- Елена Руис[англ.] Д
- Мария Пенья[англ.] (К) ПЗ
- Джудит Форка[англ.] ПЗ
- Паула Камус[англ.] ЦЗ
- Мария Гарсия Годой[англ.] ЦН
- Паула Лейтон[англ.] ЦН
- Мартина Терре[англ.] В

### США
Состав команды был объявлен 30 мая 2024 года.
Тренер:  Адам Крикорян
- Эшли Джонсон[англ.] В
- Мэдди Массельмен[англ.] НП
- Тара Прентис[англ.] ЦН
- Рэйчел Фаттал[англ.] НП
- Дженна Флинн[англ.] Д
- Мэгги Стеффенс (К)  НП
- Джордан Рейни[англ.] ПЗ
- Райан Ньюшул[англ.] НП
- Джуэл Ремер[англ.] ЦЗ
- Кейли Джилхрист[англ.] НП
- Эмили Аусмус[англ.] НП
- Йована Секулич[англ.]
- Аманда Лонган[англ.] В